# Полтавка (район Магжана Жумабаева)
Полтавка (каз. Полтавка) — село в районе Магжана Жумабаева Северо-Казахстанской области Казахстана. Административный центр Авангардского сельского округа. Код КАТО — 593633100.

## География
Расположено около озера Большое Солёное.

## Население
В 1999 году население села составляло 945 человек (451 мужчина и 494 женщины). По данным переписи 2009 года, в селе проживало 709 человек (333 мужчины и 376 женщин).